# Prix Walter-Schottky
Le Prix Walter-Schottky de la Deutsche Physikalische Gesellschaft récompense des avancées en matière de recherche dans le domaine de la physique de la matière condensée.
Depuis 1973, ce prix est remis annuellement. Sa dotation de 10 000 €, financée par Siemens AG et Infineon Technologies, faisant de ce prix le plus connu en Allemagne en physique de la matière condensée.
Walter Schottky (1886–1976) était un pionnier en électronique. Il était professeur de physique théorique, mais donna surtout de grandes avancées en physique expérimentale. Déjà lors des premières années de l'électronique, Schottky participa à l'élaboration des tubes électroniques, et développa la diode Schottky.

## Lauréats
- 1973 : Peter Ehrhart
- 1974 : Andreas Otto
- 1975 : Karl-Heinz Zschauer
- 1976 : Franz Wegner
- 1977 : Siegfried Hunklinger
- 1978 : Bernhard Authier, Horst Fischer
- 1979 : Heiner Müller-Krumbhaar
- 1980 : Klaus Funke
- 1981 : Klaus von Klitzing
- 1982 : Volker Dohm, Reinhard Folk
- 1983 : Klaus Sattler
- 1984 : Gottfried Döhler
- 1985 : Hans Werner Diehl, Siegfried Dietrich
- 1986 : Gerhard Abstreiter
- 1987 : Bernd Ewen, Dieter Richter
- 1988 : Martin Stutzmann
- 1989 : Ulrich Eckern, Gerd Schön, Wilhelm Zwerger
- 1990 : Hermann Grabert, Helmut Wipf
- 1991 : Christian Thomsen
- 1992 : Kurt Kremer
- 1993 : Gertrud Zwicknagl
- 1994 : Paul Müller
- 1995 : Jochen Feldmann
- 1996 : Bo Persson
- 1997 : Christoph Geibel
- 1998 : Achim Wixforth
- 1999 : Thomas Herrmannsdörfer
- 2000 : Clemens Bechinger
- 2001 : Manfred Bayer
- 2002 : Harald Reichert
- 2003 : Jurgen Smet
- 2004 : Markus Morgenstern
- 2005 : Wolfgang Belzig
- 2006 : Manfred Fiebig
- 2007 : Jonathan Finley
- 2008 : Fedor Jelezko
- 2009 : Florian Marquardt
- 2010 : Thomas Seyller
- 2011 : non décerné
- 2012 : Alex Greilich
- 2013 : Claus Ropers
- 2014 : Sven Höfling